# Hypoxis wrightii
Hypoxis wrightii är en enhjärtbladig växtart som först beskrevs av John Gilbert Baker, och fick sitt nu gällande namn av Amelia Ellen Brackett. Hypoxis wrightii ingår i släktet Hypoxis och familjen Hypoxidaceae. Inga underarter finns listade i Catalogue of Life.